# Youxi, Lianping
Youxi är en köping i sydöstra Kina. Den ligger i Lianping härad i staden Heyuan i provinsen Guangdong, omkring 190 kilometer nordost om provinshuvudstaden Guangzhou. Antalet invånare är 29 086. Befolkningen består av 14 620 kvinnor och 14 466 män. Barn under 15 år utgör 22,0 %, vuxna 15-64 år 68 %, och äldre över 65 år 9,0 %.